# Chanh quất
Chanh quất là một giống lai citrofortunella, là kết quả của sự giao thoa giữa chanh ta và kim quất, được lai bởi Walter Tennyson Swingle vào năm 1909.

## Miêu tả
Đó là một cây nhỏ mọc thành dạng bụi rậm. Các lá có đặc tính giống như cam quýt. Chanh quất tạo ra rất nhiều trái ngay cả khi còn trẻ. Quả nhỏ, hình bầu dục, màu vàng xanh và chứa hạt hoặc nhân. Nó có vỏ có vị ngọt và một cùi ngọt đắng có vị tương tự như chanh. Trái cây có thể được ăn toàn bộ hoặc chế biến thành nước trái cây và vỏ có thể được sử dụng để hương vị đồ uống và các món ăn. Nó có lượng vitamin C đáng kể và có tính axit mạnh.
Cây này hiện được trồng ở Nhật Bản, Israel, Tây Ban Nha, Malaysia, Nam Phi, Vương quốc Anh và Hoa Kỳ ở California, Florida và Texas. Trái cây có thể được tìm thấy, với số lượng nhỏ, trong những tháng mùa thu và mùa đông ở Hoa Kỳ, Ấn Độ và Nhật Bản.
Chanh quất có thể được trồng trong nhà hoặc ngoài trời với nhiệt độ duy trì trong khoảng từ 10 °C đến 30 °C (50 °F đến 86 °F). Chúng là khá nhỏ và có thể được trồng trong các thùng chứa hoặc chậu, trong đất phì nhiêu thoát nước tốt. Cây phát triển khá chậm và ra hoa và quả trong khoảng 5 tháng 7 và nghỉ 7 tháng.
Chanh quất có độ cứng lạnh hơn chanh nhưng ít lạnh hơn so với quất.

## Giống

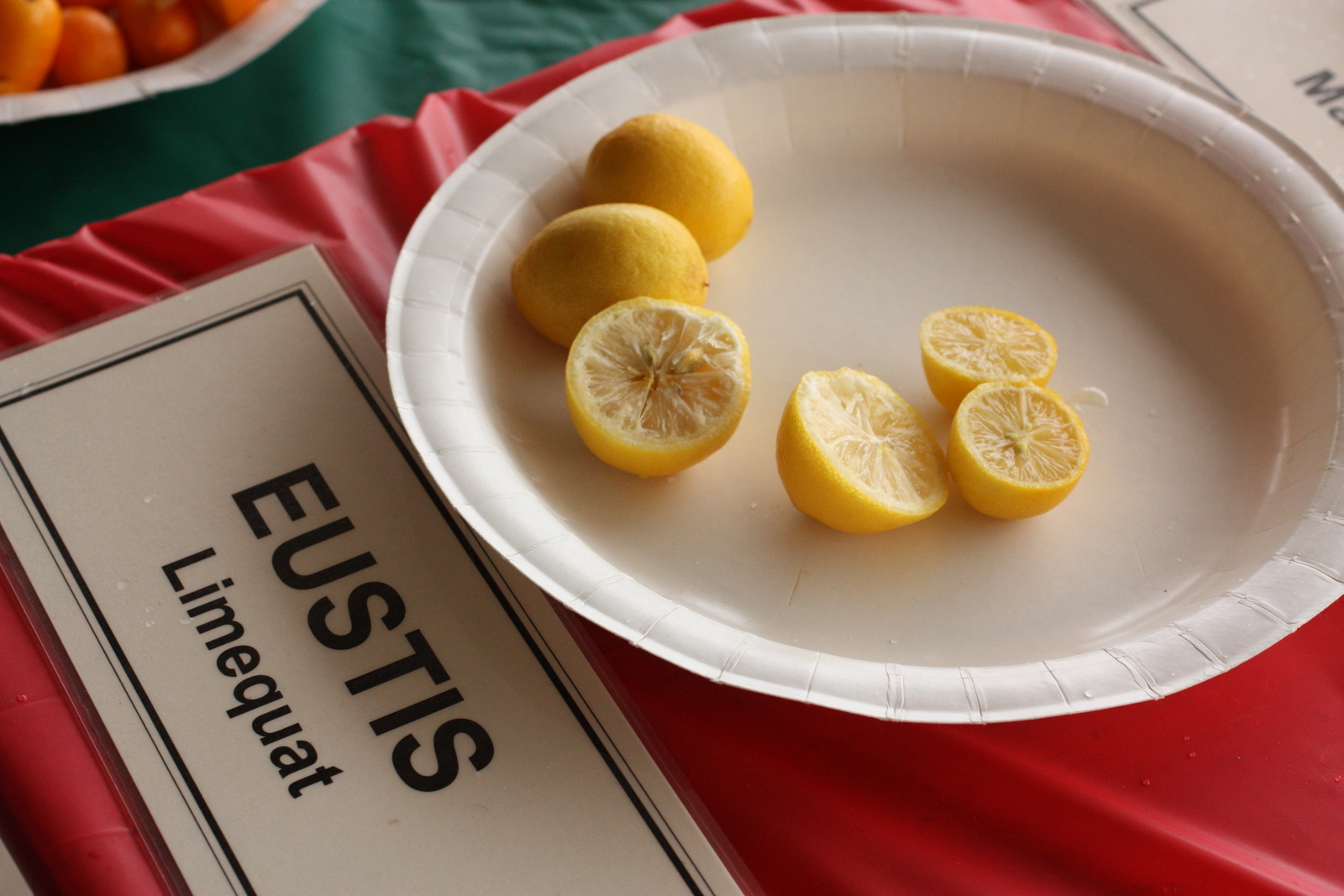
Chanh quất Eustis

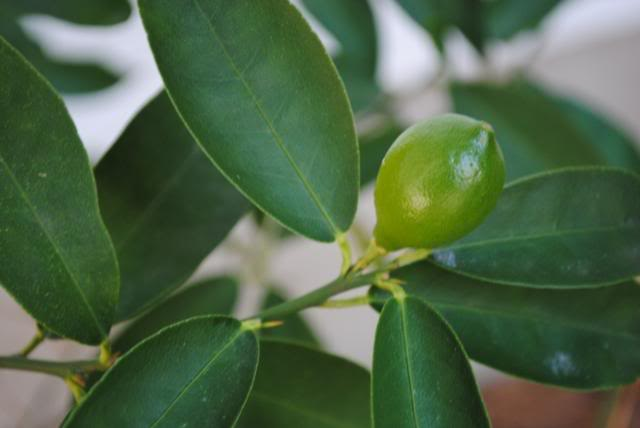
Chanh quất Lakeland

Có ba giống chanh quất được đặt tên khác nhau:
- Eustis (Fortunella japonica [zh]   Citrus aurantiifolia) - Chanh được lai với kumquat tròn, loại chanh phổ biến nhất. Nó được đặt theo tên của thành phố Eustis, Florida.
- Lakeland (Citrus japonica   Citrus aurantiifolia) - Chan được lai với quất tròn, hạt khác nhau từ cùng một giống bố mẹ như Eustis. Quả to hơn một chút và chứa ít hạt hơn Eustis. Nó được đặt theo tên của thành phố Lakeland, Florida.
- Tavares (Citrus japonica 'Margarita'   Citrus aurantiifolia) - Chanh được lai với kim quất hình bầu dục (mặc dù có một số suy đoán rằng nó thực sự là một giống chanh / kim quất), quả to hơn và thon dài hơn và màu sắc khi trưởng thành có màu cam hơn các loại chanh khác. Nó được đặt theo tên của thành phố Tavares, Florida.[1]